# William Snelgrave

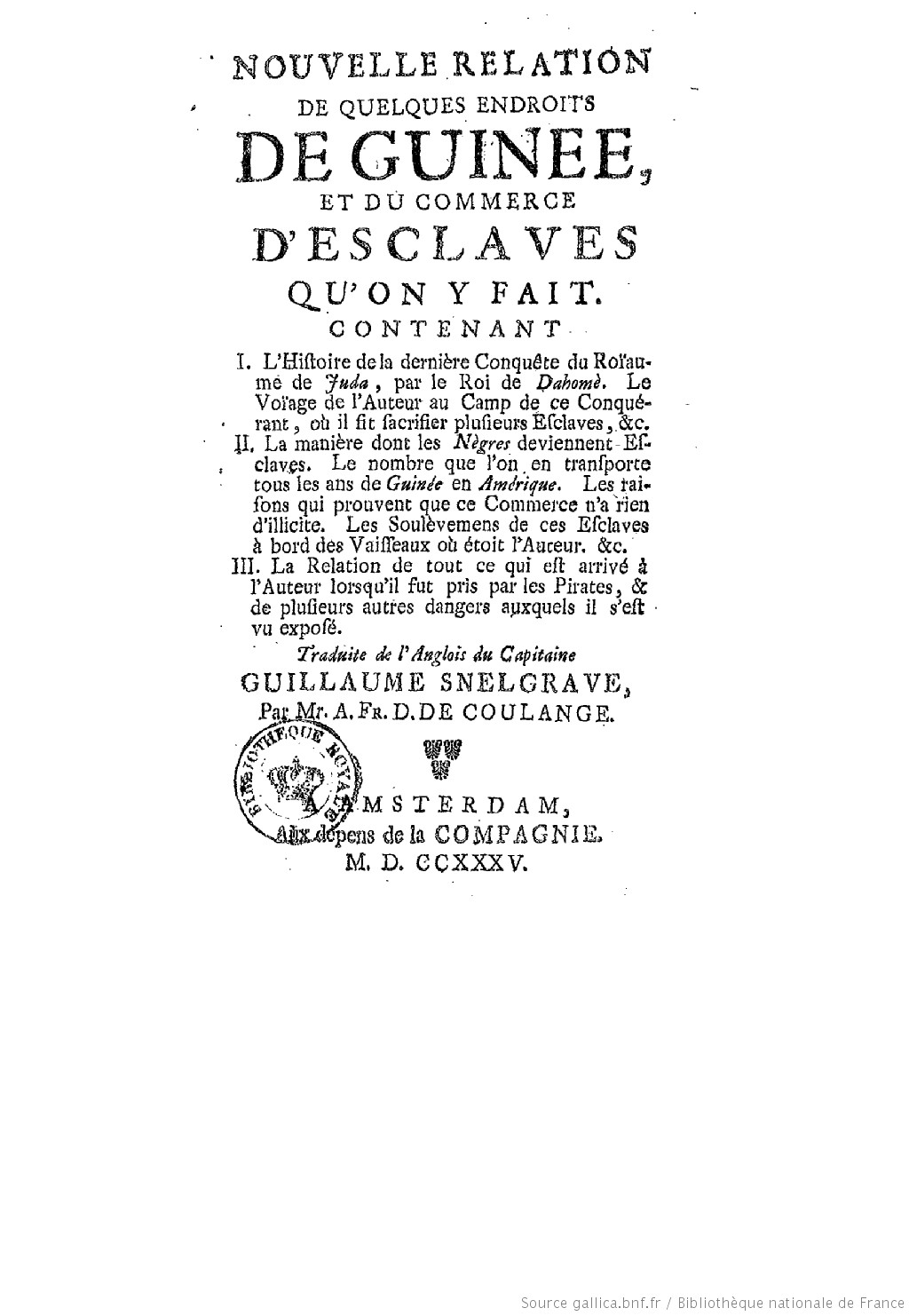
"Nouvelle relation de quelques endroits de Guinée et du commerce d'esclaves qu'on y fait ..." traduite de l'anglais du capitaine Guillaume Snelgrave par Mr. A. Fr. D. de Coulange, 1735.

William Snelgrave est un capitaine négrier anglais, pratiquant, au XVIIIe siècle, le commerce triangulaire et le commerce de l'ivoire sur la côte Ouest-Africaine.

## Biographie
Les éléments de la biographie de W. Snelgrave sont extraits du livre qui l'a rendu célèbre et qui relate ses voyages de 1727 et 1730 sur la côte de Guinée, et en évoque de nombreux autres. 
Son premier voyage en Afrique remonte à 1704 où il est embarqué comme munitionnaire sur l'Eagle Galley, vaisseau commandé par son père dans la région de Douala. 
Il évoque un deuxième voyage en 1713, puis un voyage en Sierra-Leone où il est capturé, en 1719, par les pirates La Bouche, Thomas Cocklyn, et Howell Davis le long de la côte de l'Afrique de l'Ouest. D'abord attaqué par le quartier maître de Cocklyn pour refus de se rendre, battu et blessé au bras, il est épargné car ses hommes ont crié "Pour l'amour de Dieu, ne tuez pas notre capitaine, nous n'avons jamais été avec un homme meilleur". Snelgrave raconte sa captivité. Il indique que Davis prétendait que "leurs raisons d'être pirates étaient de se venger des commerçants et des traitements cruels que pratiquaient les capitaines." Ce qui explique sans doute pourquoi Snelgrave a été épargné, bien qu'il combattît les pirates. En 1727, il arrive à Whydah qui vient d'être pris par le Dahomey. Il semble toujours en vie en 1735,  un an après la publication de son livre, son nom étant mentionné dans un procès relatif à la publication de son livre.

## Œuvre
En 1734, le capitaine Snelgrave publie Nouvelle relation de quelques endroits de Guinée et du commerce d'esclaves qu'on y fait. Il dédie le livre aux commerçants européens de l'Afrique de l'Ouest. 
Dans un récit qui ne suit pas l'ordre chronologique, il évoque, dans le livre I, les événements survenus au Dahomey entre 1726 et 1730.  
Dans le livre II, il fait le récit des mutineries des noirs, des règles du commerce négrier, avec un plaidoyer pour la traite, qu'il justifie par divers arguments : 
- La traite sauve la vie de prisonniers de guerre destinés à être massacrés.
- Aux colonies, les esclaves mènent une vie plus douce, les maitres les ayant acheté fort cher ayant intérêt à en prendre soin.
- L'esclavage permet l'exil de délinquants, profitable aux sociétés qui s'en défont..
Le livre III décrit l'auteur prisonnier des pirates et traversant d'autres dangers (1719).
Le livre de Snelgrave, qui figurait dans la bibliothèque de Tocqueville, a fourni des arguments à ceux qui construisaient le mythe de «l'ignoble sauvage», mais a aussi été exploité par les abolitionnistes du XVIIIe siècle au profit de leur cause. 